# FM 영화음악 김세윤입니다
《FM 영화음악 김세윤입니다》는 문화방송의 라디오 채널인 MBC FM4U의 프로그램으로, 작가 김세윤이 진행하며 매일 새벽 2시부터 새벽 3시까지 전국에서 방송된다. 단, 이 프로그램은 모두 전국방송이다.

## 코너

### 매일 코너
- 사연과 신청곡
- 말로 하는 신청곡

### 요일별 코너
- 수요일 : 이은선 기자의 '필(름) 소 굿'
- 토요일~일요일 : 매직 아워 스페셜

## 역대 DJ
- 1대 - 정은채 1차 (여) : 2018년 4월 9일 ~ 2018년 6월 3일
- 2대 - 한예리 (여) : 2018년 6월 4일 ~ 2019년 1월 31일
- 3대 - 김세윤 (남) : 2019년 9월 30일 ~ 현재